# Gamma Aquarii
Gamma Aquarii (γ Aqr) – gwiazda w gwiazdozbiorze Wodnika, znajdująca się w odległości około 164 lata świetlne od Ziemi.

## Nazwa
Tradycyjna nazwa gwiazdy, Sadachbia, wywodzi się z arabskiego ‏سعد الأخبية‎ sa‘d al-’axbiyah, co oznacza „szczęście namiotów”. Nie ma ona związku z postacią Wodnika i wiąże się zapewne z tym, że gwiazda ta stawała się widoczna o zmierzchu na niebie, kiedy nadchodziła wiosenna pogoda sprzyjająca koczowniczym Arabom. Grupa robocza Międzynarodowej Unii Astronomicznej do spraw uporządkowania nazewnictwa gwiazd zatwierdziła użycie nazwy Sadachbia dla określenia tej gwiazdy.

## Charakterystyka
Jest to biała gwiazda gwiazda typu widmowego A0, jaśniejsza i gorętsza od Słońca. Nie okrążają jej znane planety, ale nadwyżka promieniowania podczerwonego wskazuje, że otacza ją dysk materii. Gwiazda najprawdopodobniej kończy syntezę wodoru w hel w jądrze i zamienia się (lub już zamieniła) w podolbrzyma.
Jest to gwiazda spektroskopowo podwójna. Główny składnik okrąża gwiazda nieznanego typu, w odległości zaledwie 0,4 au, z okresem obiegu równym 58 dni. Gwiazda Gamma Aquarii B (12,2m), odległa o 36,5″, nie jest fizycznie związana z tym układem podwójnym.